# Персикомер
Персикомер (англ. Peachoid, peach — персик) — водонапорная башня в городе Гафни, штат Южная Каролина, США, которая напоминает персик.
Её высота 41 метр, вместимость 3,8 миллионов литров воды (3800 м³). Расположена на Пичойд-роуд.
Башня является одной из достопримечательностей города. Её внешний вид и конструкция защищены авторским правом и в соответствии с законодательством США все производные изображения таких зданий, в том числе фотографии, должны быть сделаны только с письменного разрешения автора.

## История
Башня была построена в 1981 году компанией Chicago Bridge and Iron Company из стали и бетона. К конструкции были добавлены декоративные элементы: черешок сверху, лист с одной стороны, почка снизу и вмятина во всю стену, чтобы она была больше похожа на персик, путём добавления стальных элементов. Художник Питер Фройденберг раскрасил башню соответствующим образом.

## В популярной культуре
Башня играет небольшую роль в американском сериале «Карточный домик». Главный герой сериала, Фрэнк Андервуд, который родился в Гафни, держит фото Персикомера у себя в офисе. В третьем эпизоде первого сезона сериала Персикомер становится предметом политических интриг и несёт Фрэнку потенциальную опасность.